# Reseda inodora
Reseda inodora är en resedaväxtart som beskrevs av Heinrich Gottlieb Ludwig Reichenbach. Reseda inodora ingår i släktet resedor, och familjen resedaväxter. Utöver nominatformen finns också underarten R. i. anatolica.